# 志公会
志公会（しこうかい）は自由民主党の派閥。通称は麻生派。自由民主党の現存する唯一の派閥である。
本項では前身である大勇会・為公会についても扱う。

## 沿革

### 大勇会時代

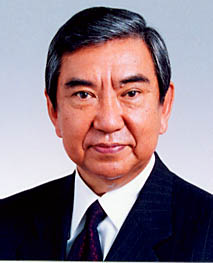
河野洋平

大勇会時代は、理念・政策よりも反加藤という人間関係で集まって成立した派閥である。そのため、領袖は親中派でハト派の河野であるものの、派のメンバーは麻生を筆頭に親台派のタカ派議員もおり、理念・政策的な明確な接点はなかった。

#### 派閥横断期
大勇会というグループ自体は1992年（平成4年）、河野が宮澤内閣の内閣官房長官を務めていた頃に派閥横断的な政策集団として結成されているものの、この時から後に河野と宏池会を離脱し、「大勇会」結成時から所属する粕谷茂ら反加藤色の強いメンバーが参加していた。

#### 党総裁選を巡る宏池会内の対立
1995年（平成7年）時点の現職総裁は宏池会（宮澤派）の河野洋平であった。しかし、宮澤派の実力者である加藤紘一は河野再選を支持せず、1995年自由民主党総裁選挙で、小渕派の橋本龍太郎を支持した。加藤は橋本の党総裁当選に伴い、自民党幹事長に就任した。この結果、河野と加藤の対立は決定的となる。

#### 宏池会内反加藤グループによる結成
1998年（平成10年）12月、宏池会の後継会長が加藤となることに河野が反発し、派内の「加藤就任に批判的な議員」15人と共に宏池会を離脱した。
翌1999年（平成11年）1月18日、鯨岡兵輔を最高顧問に迎えて、正式に派閥として大勇会（たいゆうかい）（河野グループ）を旗揚げした。
| 河野洋平（11回）  | 相澤英之（8回） | 栗原裕康（2回） | 麻生太郎（6回） | 石川要三（7回） |
| 衛藤征士郎（5回） | 粕谷茂（9回）   | 亀井久興（2回） | 河野太郎（1回） | 鈴木恒夫（3回） |
| 中馬弘毅（6回）   | 東家嘉幸（7回） | 松本純（1回）   | 森英介（3回）   | 浅野勝人（2回） |

他に岩下栄一(1期)、最後に鯨岡兵輔(12期)が合流し、上記の17名で大勇会は結成されている。麻生太郎が松本純に「義理と人情とやせ我慢」との言葉を贈っている。
なお、河野洋平の父親である河野一郎が率いた「河野派」（春秋会）は、1972年に福田派に合流しており、系譜的な繋がりはない。

#### 加藤の乱
2000年の加藤の乱では反加藤という派の性格のため、第2次森内閣における内閣不信任決議に12名で反対に回った。

#### 河野洋平の親中姿勢反発による離脱
その後、衛藤征士郎が台湾の李登輝来日を河野が執拗に妨害しているとして離脱した（後に親台派色の強い清和政策研究会に入会）。

#### 衆院議長職就任による河野洋平離脱
2003年（平成15年）11月、河野洋平が衆議院議長就任のために党籍を離脱した。そのため、座長の相澤英之元衆議院議員が派閥をまとめる立場に就いた。

### 為公会時代

麻生太郎

2006年（平成18年）9月20日に行われた自民党総裁選で、麻生太郎が河野グループという12名の弱小派閥所属ながら136票で次点となり、次期総裁の有力候補としての地歩を固めた。総裁選翌々日の9月22日、河野洋平が麻生に大勇会（河野グループ）会長就任を打診したものの、麻生は「今後の情勢を見極めて判断する」と答えた。
同年10月23日、太郎会(麻生太郎を囲む超派閥の会)が設立された。

#### 麻生派の結成
2006年（平成18年）12月15日、麻生太郎が大勇会を継承しつつ新派閥として為公会（麻生派）を立ち上げた。大勇会（河野グループ）は7年に及ぶ歴史にピリオドを打ち、為公会に引き継がれた。
麻生が旗揚げした新派閥には、衆議院議長在職中の河野洋平を除いた旧河野グループ全議員11人に加え、無派閥の鴻池祥肇、山口俊一、赤間二郎、鈴木馨祐各衆院議員が参加した。派閥名は、中国の古典『礼記』の一節「天下為公」から取った。
メンバーは、麻生太郎(会長)、中馬弘毅(座長)、鈴木恒夫(副会長)、鴻池祥肇(副会長)、森英介(事務総長)、山口俊一、岩屋毅、河野太郎、桜井郁三、井上信治、赤間二郎、鈴木馨祐、薗浦健太郎、浅野勝人、松本純(事務局長)の15名。

#### 2007年自由民主党総裁選挙・敗北による非主流派入り
2007年（平成19年）9月23日に行われた自民党総裁選では、麻生派以外の全ての派閥領袖が福田康夫支持に動き、麻生包囲網と呼ばれる不利な状況が生じた。しかし、福田康夫の圧勝を警戒する議員心理も働き、結果的には前回をも大きく上回る197票を獲得し、惜敗したものの麻生の存在感を見せ付ける形となった。その後の福田政権における党人事、閣僚人事では麻生派からの選出はなく、非主流派となった。

#### 反麻生派の宏池会分派の合流前後
宏池会の3分派である谷垣派・古賀派・麻生派を再結集させる大宏池会構想がしばしば話題になるものの、谷垣派と麻生派は別々の総裁候補を抱えていて明らかに利害が一致しないことと、2007年総裁選で麻生派と反麻生勢力（谷垣派・古賀派）の対立が先鋭化したこともあり、麻生派を除いた二派閥による中宏池会構想が浮上し、2008年（平成20年）5月13日にこの二派閥が合流した。

#### 福田政権における主流派入り
福田政権成立後は、麻生派は非主流派となったものの、福田政権が支持率を落とす中で、非主流派だった麻生が影響力を次第に増していった。そして、2008年（平成20年）8月1日の内閣改造・党役員人事において麻生太郎が幹事長に復帰し、鈴木恒夫が文部科学大臣に就任する形で主流派入りした。

#### 2008年自由民主党総裁選挙
2008年（平成20年）9月に行われた自民党総裁選では、会長である麻生が自由民主党総裁に選出された。その後は総裁派閥として順調に勢力を拡大し、一時は所属議員数21名を数えた。しかし、2009年（平成21年）の第45回衆議院議員総選挙での大敗によって12名にまで後退する。

### 2009年自由民主党総裁選挙
野党転落による麻生の辞任に伴う自民党総裁選では派内の河野太郎が立候補したが、9月28日の投票で谷垣禎一に敗れた。
同年12月には、統一会派「自由民主党・改革クラブ」の結成により、茨城7区選出の中村喜四郎も同会派に参加したため、茨城県選挙区選出の長谷川大紋参院議員がこれに反発し、麻生の慰留を振り切って自民党を離党した。

#### 第22回参議院議員通常選挙
2010年の第22回参議院議員通常選挙では、福岡県が地盤の麻生が福岡県選挙区から出馬した大家敏志の選挙対策本部長を務め、選挙後に大家・藤川政人の2人が新たに入会した。
2012年春、高村正彦率いる番町政策研究所（高村派）との合流を視野に勉強会を発足させた。

#### 2012年自由民主党総裁選挙
同年9月に行われた自民党総裁選では高村派と協力して安倍晋三を支持、当初不利とみられていた安倍を当選させる原動力となった。このため、2009年衆院選以来影響力の衰えを指摘されていた麻生は、一躍党内随一の有力者となった。

#### 第2次安倍内閣発足
さらに3ヵ月後の第46回衆議院議員総選挙での自民圧勝を受け、求心力を上げていた麻生派は新人議員を多く獲得し、党内での影響力を増した。その後の第2次安倍内閣発足に伴い、麻生は副総理兼財務大臣兼金融担当大臣として入閣した。
2014年9月3日の第2次安倍改造内閣では、同派の山口俊一が、内閣府特命担当大臣（沖縄及び北方対策担当・科学技術政策・宇宙政策・消費者及び食品安全）として初入閣を果たし、副総理兼財務大臣の麻生に加えて引き続き要職を確保することとなった。

#### 第3次安倍内閣発足
2015年10月7日の第3次安倍第1次改造内閣では、同派の河野太郎が、国家公安委員会委員長兼内閣府特命担当大臣（消費者及び食品安全・規制改革・防災）として初入閣を果たした。
同年11月13日、番町政策研究所（山東派）の山東昭子会長と、合併に向けた協議を行う。
2016年8月3日の第3次安倍第2次改造内閣では、同派の松本純が、国家公安委員会委員長兼内閣府特命担当大臣（消費者及び食品安全・防災）として初入閣を果たした。
2017年2月9日、甘利明と神奈川県を地盤とする甘利の側近田中和徳、山際大志郎、福田峰之、中山展宏の4人がさいこう日本とのかけ持ちで入会した。

### 志公会時代

#### 発足

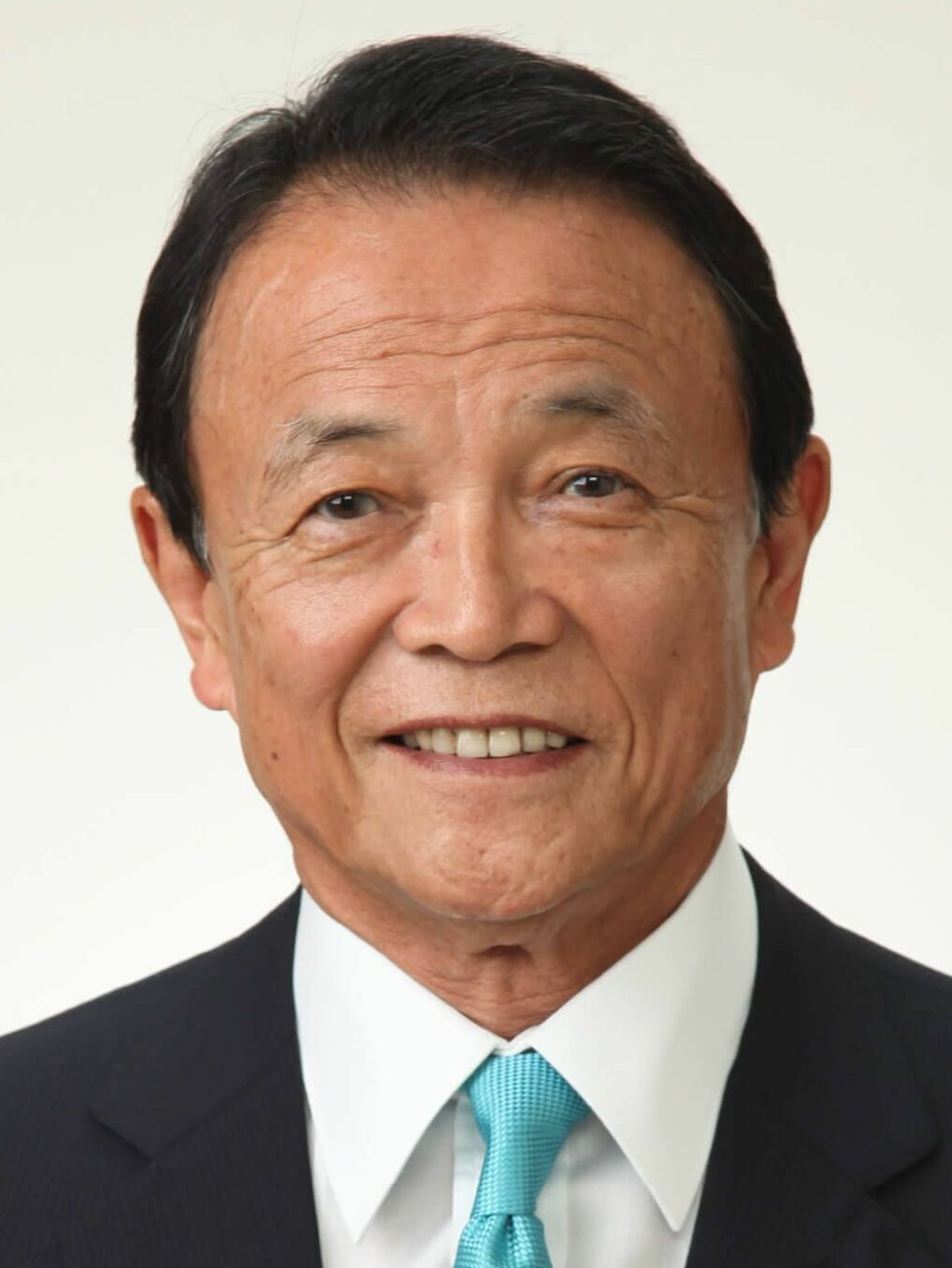
麻生太郎

2017年5月15日、番町政策研究所との合流により新派閥を結成することになった。また、佐藤勉ら有隣会を離脱したメンバーが結成した天元会の一部も参加する方向になった。
同年7月3日、志公会（新麻生派）が59名のメンバーで発足した。
山東派所属の熊田裕通、天元会と有隣会を掛け持ちしていた園田修光は派閥参加を見合わせた。また山東派前会長の大島理森は衆議院議長在職中であったため自民党会派及び派閥を離脱しており、2021年10月14日の衆議院解散をもって政界を引退したため、志公会に参加することはなかった。派閥の名称について麻生は「志を高く持ち、公を腹に収めてやってもらいたい」と説明している。
同年9月13日、所属参議院議員15名が派内に新グループ「上公会」を結成し、山東昭子が会長に就任した。参院自民党では細田、額賀、岸田3派が人事などで主導権を握っているため、参議院側での麻生派の存在感を高める狙いがある。

#### 地方選挙での党県連内対立
2019年4月の福岡県知事選で麻生が3選を目指す現職の小川洋に対し元厚生労働官僚武内和久の擁立を主導したが、党県連の分裂を招いた末に惨敗した。北川知克の死去による「弔い合戦」と位置付けた衆院大阪12区補選でも、議席を維持できなかった。また、国土交通副大臣を引責辞任した塚田一郎の失言は統一地方選のタイミングと重なり、各地の党地方組織から批判を浴びた。

#### 第25回参議院議員通常選挙以降
2019年7月の参院選では麻生派の現職8人のうち7人が当選し、4人が落選した岸田派と所属参議院議員が同数になった。その結果、参議院自民党の細田、額賀、岸田の主要3派を中心とした体制の力学に変化が生じ麻生派の存在感が増すこととなる。
選挙後の臨時国会で麻生派会長代行の山東昭子が参議院議長に就任。清和研以外の自民党参議院議員が議長に就任するのは、2004年の扇千景以来のことである。この結果、衆参両院の議長を麻生派出身の議員が務めることとなった。

#### 2020年自由民主党総裁選挙
2020年自由民主党総裁選挙では、細田派などとともに菅義偉を支持し、9月14日の投票で菅が当選した。

#### 2021年自由民主党総裁選挙
2021年自由民主党総裁選挙では、麻生派所属の河野太郎が立候補する意向を示し、麻生の容認を得たうえで9月10日に出馬表明した。しかし、派内には麻生や甘利明など、ベテラン議員を中心に岸田文雄を支持する声もあったため、派としては支持の一本化を行わず、河野と岸田の両名を支持する方針をとった。9月29日、河野は決選投票の末に岸田に敗れた。
2022年2月25日、佐藤勉前総務会長（衆院栃木4区）、御法川信英国対委員長代理（秋田3区）、丹羽秀樹元文部科学副大臣（愛知6区）、阿部俊子元外務副大臣（岡山3区出馬の比例中国）ら4人が退会した。麻生派は、53人の同数で茂木派と並ぶ、自民党第2派閥であったが、4人が退会したことにより第3派閥（49名）に転落した。
同年8月3日、山東昭子が参議院議長を退任。同年10月6日、麻生派は会合を開き、議長退任に伴う山東の派閥復帰を確認。また、7月の参院選で当選した浅尾慶一郎、神谷政幸の入会をそれぞれ発表した。同派は計53人となった。

#### 政治資金パーティー収入の裏金問題
2024年1月26日、麻生派は総会を開き、党5派閥の政治資金パーティーの裏金問題について協議。今後の派閥のあり方について意見を交わした。結論は出なかったため、対応は麻生太郎に一任することになった。総会の中で岩屋毅が退会する意向を表明した。岩屋は記者団の取材に対し、裏金事件を踏まえて「全ての派閥は一度解散し、更地から新しい自民党を立て直すことが大事だ」と述べた。2月1日、麻生派は岩屋の退会届を受理した。
同年2月1日、麻生派は定例の会合を開き、政策集団として存続する方針を確認した。
同年9月2日、麻生派に所属していた元議員が、山東派と合流する2017年以前の派閥のパーティー収入のうちノルマ以上に売った分の資金を、政治資金収支報告書に記載しない裏金として扱っていたことを認めたと毎日新聞が報じた。9月26日、同紙は続いて関連記事を報道。麻生派幹部らが、2017年まで販売ノルマを超えてパーティー券を売った所属議員に手渡しで超過分を還付していたと報じた。
いずれも、山東派と合流以降は従来からの同派の会計システムに合わせて変更した結果、政治資金収支報告書に正しく記載することとなった
。

#### 2024年自由民主党総裁選挙
2024年9月12日、自民党総裁選挙が告示され、9人が立候補した。麻生派からは河野太郎が立候補した。河野の推薦人代表は森英介が務めた。旧岸田派の上川陽子は麻生派の助力を得て出馬にようやくこぎつけることができた。上川の推薦人は20人中、麻生派が約半数の9人を占めた（井出庸生、井林辰憲、仁木博文、松本剛明、山口俊一、猪口邦子、今井絵理子、山東昭子、中西祐介）。9月13日、麻生太郎の義弟の鈴木俊一は閣議後記者会見で、上川を支持すると明らかにした。
このときすでに報道では「石破茂と小泉進次郎を軸に、高市早苗が追う展開」「石破、高市、小泉を軸に進む」などの見方が大きくなっていた。9月13日、世界日報は総裁選について論評。その中で「第2次安倍、菅、岸田の各政権で長年、常に主流にあった麻生氏が現在、岐路に立たされている。1位と2位による決選投票で、自身の及ぶ範囲の力を振り絞って、高市氏を当選させる以外に、キングメーカーとして残された選択肢はない」と述べた。
投票日前日の9月26日夜、麻生太郎は岸田文雄首相に「高市でいきます」と通告した。麻生派幹部6人は都内のホテルに集まり、決選投票に高市が残った場合は高市を支持する方針を決定した。麻生はさらに踏み込み、河野などの陣営に入っていた派閥メンバーに対し、側近議員を通じて「1回目の投票から高市に入れろ」と指示を飛ばした。このとき、指示をする対象者を細かく絞ったことが派内に亀裂を生む原因となった。同日22時半頃、産経新聞は、麻生が1回目の投票から高市を支援するよう自派閥の議員に指示を出したことをスクープした。指示の存在を報道で初めて知った鈴木俊一は「俺は何も聞いていない」と怒り、同様に連絡を受けなかった山東昭子は「遺恨を残すやり方だ」と憤った。
同年9月27日総裁選執行。麻生は昼頃まで、自派閥の議員に「1回目から高市で頼む」と電話をし続けた。高市は1回目の議員投票で、報道各社の事前調査での30～40票を大きく上回る72票を獲得した。党員数と合わせた得票数は1位だったが、決選投票で石破に敗れた。上川は麻生から恩を受けたものの、決選投票では石破に投じた。河野の推薦人代表の森は千葉日報の取材に対し、1回目の投票、決選投票のどちらについても、投票先を公表しなかった。鈴木俊一は1回目の投票では上川に投じ、決選投票では石破に投じた。

## 歴代会長
※ 太字は総裁経験者

### 大勇会
| 代 | 会長           | 派閥呼称     | 期間          |
| -- | -------------- | ------------ | ------------- |
| 1  | 河野洋平       | 河野グループ | 1999年-2003年 |
| -  | 相澤英之(座長) | 河野グループ | 2003年-2006年 |

### 為公会
| 代 | 会長     | 派閥呼称 | 期間          |
| -- | -------- | -------- | ------------- |
| 1  | 麻生太郎 | 麻生派   | 2006年-2017年 |

### 志公会
| 代 | 会長     | 派閥呼称 | 期間     |
| -- | -------- | -------- | -------- |
| 1  | 麻生太郎 | 麻生派   | 2017年 - |

## 現役閣僚の麻生派の議員
| 氏名       | 担当         | 内閣            |
| ---------- | ------------ | --------------- |
| 武藤容治   | 経済産業大臣 | 第1次石破内閣 - |
| 浅尾慶一郎 | 環境大臣     | 第1次石破内閣 - |
| 鈴木馨祐   | 法務大臣     | 第2次石破内閣 - |

## 現在の構成

### 役員
| 会長     | 会長代理          | 副会長            | 事務総長 | 事務局長 |
| -------- | ----------------- | ----------------- | -------- | -------- |
| 麻生太郎 | 田中和徳 江渡聡徳 | 山口俊一 鈴木俊一 | 森英介   | 井上信治 |

### 衆議院議員
| 麻生太郎 （15回、福岡8区）                 | 森英介 （12回、千葉11区）               | 山口俊一 （12回、徳島2区）              | 鈴木俊一 （11回、岩手2区）                  |
| 河野太郎 （10回、神奈川15区）              | 田中和徳 （10回、神奈川10区）           | 棚橋泰文 （10回、岐阜2区）              | 江渡聡徳 （9回、比例東北）                  |
| 松本剛明 （9回、兵庫11区）                 | 井上信治 （8回、東京25区）              | 山口壯 （8回、兵庫12区）                | 永岡桂子 （7回、比例北関東・茨城7区）       |
| 山際大志郎 （7回、比例南関東・神奈川18区） | 赤間二郎 （6回、神奈川14区）            | 鈴木馨祐 （6回、神奈川7区）             | 武藤容治 （6回、岐阜3区）                   |
| 井上貴博 （5回、福岡1区）                  | 井林辰憲 （5回、静岡2区）               | 井出庸生 （5回、比例北陸信越・長野3区） | 今枝宗一郎 （5回、愛知14区）                |
| 工藤彰三 （5回、比例東海・愛知4区）        | 斎藤洋明 （5回、比例北陸信越・新潟3区） | 長坂康正 （5回、比例東海・愛知9区）     | 中村裕之 （5回、比例北海道・北海道4区）     |
| 牧島かれん （5回、神奈川17区）             | 山田賢司 （5回、兵庫7区）               | 瀬戸隆一 （4回、比例四国・香川2区）     | 高村正大 （3回、山口1区）                   |
| 仁木博文 （3回、徳島1区）                  | 中西健治 （2回・参2回、神奈川3区）      | 土田慎 （2回、東京13区）                | 英利アルフィヤ （2回、比例南関東・千葉5区） |
| 向山淳 （1回、比例北海道・北海道8区）      |                                         |                                         |                                             |

（計33名）

### 参議院議員
| 有村治子 （5回、比例区）         | 浅尾慶一郎 （3回・衆院3回、神奈川県） | 猪口邦子 （3回・衆院1回、千葉県） | 大家敏志 （3回、福岡県）          | 高橋克法 （3回、栃木県） |
| 中西祐介 （3回、徳島県・高知県） | 藤川政人 （3回、愛知県）              | 今井絵理子 （2回、比例区）        | 船橋利実 （1回・衆院2回、北海道） | 神谷政幸 （1回、比例区） |

（計10名）

## かつて在籍していた人物
大勇会時代
- 東家嘉幸 - 1999年6月17日議員辞職。
- 衛藤征士郎
- 山中燁子 - 2000年総選挙落選後に離脱。
- 亀井久興 - 2005年8月17日離党。

為公会時代
- 遠藤宣彦 - 2009年総選挙落選後に離脱。
- 中馬弘毅 - 2012年12月3日離党。
- 寺田稔 - 2014年7月ごろに退会。
- 武藤貴也 - 2015年8月19日離党。

志公会時代
- 福田峰之 - 2017年9月25日離党。
- 大見正 - 2019年1月27日議員辞職。
- 渡辺美知太郎 - 2019年4月3日議員辞職。
- 佐藤勉、御法川信英、丹羽秀樹、阿部俊子 - 2022年2月25日退会。
- 安藤裕 - 2022年4月、政治団体「新党くにもり」共同代表に就任。
- 薗浦健太郎 - 2022年12月21日議員辞職。
- 高野光二郎 - 2023年6月22日議員辞職。8月29日離党。
- 岩屋毅 - 2024年1月26日退会。
- 広瀬めぐみ - 2024年7月30日離党[46]。
- 武見敬三 - 2024年11月14日退会[47]。

### その他国政選挙落選・引退者
※は、国政選挙落選者、◆は、政界を引退した者、●は、故人。括弧内は、議員でなくなった時点での議会所属。
- 中川郁子※（衆・比例北海道）
- 滝沢求※（参・青森県）
- 伊藤信太郎※（衆・宮城4区）
- 高橋比奈子※（衆・比例東北）
- 長谷川大紋◆（参・茨城県）
- 大高松男※（衆・比例北関東）
- 豊田俊郎※（参・千葉県）
- 松本純※（衆・神奈川1区）
- 鈴木恒夫※（衆・神奈川7区）
- 桜井郁三●（衆・神奈川12区）
- 河野洋平◆（衆・神奈川17区）
- 甘利明※（衆・比例南関東）
- 中山展宏※（衆・比例南関東）
- 宮川典子●（衆・比例南関東）
- 粕谷茂※（衆・東京7区）
- 石川要三◆（衆・東京25区）
- 鯨岡兵輔◆（衆・比例東京）
- 塚田一郎※（衆・比例北陸信越）
- 務台俊介※（衆・比例北陸信越）
- 浅野勝人◆（参・愛知県）
- 栗原裕康※（衆・比例東海）
- 中川貴元※（衆・比例東海）
- 山本左近※（衆・比例東海）
- 北川知克●（衆・大阪12区）
- 鴻池祥肇●（参・兵庫県）
- 大隈和英※（衆・比例近畿）
- 柳本顕◆（衆・比例近畿）
- 相澤英之※（衆・鳥取2区）
- 高村正彦◆（衆・山口1区）
- 白石徹●（衆・愛媛3区）
- 原田義昭※（衆・福岡5区）
- 岩下栄一※（衆・熊本1区）
- 西川京子※（衆・比例九州）
- 藤末健三※（参・比例区）
- 山東昭子※（参・比例区）